# Championnat de Lettonie de football 2003
Navigation
Saison précédente Saison suivante
La saison 2003 du Championnat de Lettonie de football était la 13e édition de la première division lettone. La Virsliga regroupe les 8 meilleurs clubs lettons au sein d'une poule unique qui s'affrontent 4 fois durant la saison, deux fois à domicile et deux fois à l'extérieur. À l'issue du championnat, le club classé dernier est relégué en deuxième division.
C'est le Skonto Riga, champion de Lettonie depuis 12 saisons, qui remporte une nouvelle fois la compétition en terminant la saison en tête du championnat. C'est le 13e titre -consécutif- de champion de Lettonie de son histoire. Le Skonto manque un 4e doublé consécutif en s'inclinant lourdement en finale de la Coupe de Lettonie face au FK Ventspils sur le score de 4 à 0.
Le club d'Auda Riga, pourtant dernier et relégué la saison dernière, est repêché avant le démarrage de la saison à la suite du forfait du PFK/Daugava Riga pour raisons financières.

## Les 8 clubs participants
| - Skonto Riga - FK Riga - Dinaburg FC - FK Liepajas Metalurgs | - Auda Riga - RKB-Arma Riga - Promu de D2 - FK Gauja - FK Ventspils |

## Compétition

### Classement
Le barème de points servant à établir le classement se décompose ainsi :
- Victoire : 3 points
- Match nul : 1 point
- Défaite : 0 point

| Rang | Équipe             | Pts | J  | G  | N | P  | Bp  | Bc  | Diff |
| ---- | ------------------ | --- | -- | -- | - | -- | --- | --- | ---- |
| 1    | Skonto Riga (T)    | 73  | 28 | 23 | 4 | 1  | 91  | 9   | +82  |
| 2    | Liepājas Metalurgs | 68  | 28 | 22 | 2 | 4  | 100 | 29  | +71  |
| 3    | FK Ventspils (C)   | 61  | 28 | 19 | 4 | 5  | 89  | 18  | +71  |
| 4    | Dinaburg FC        | 44  | 28 | 13 | 5 | 10 | 43  | 36  | +7   |
| 5    | FK Riga            | 29  | 28 | 8  | 5 | 15 | 34  | 63  | -29  |
| 6    | Gauja Valmiera     | 23  | 28 | 6  | 5 | 17 | 27  | 70  | -43  |
| 7    | Auda Riga          | 13  | 28 | 4  | 1 | 23 | 21  | 88  | -67  |
| 8    | RKB/Arma Riga (P)  | 10  | 28 | 2  | 4 | 22 | 23  | 115 | -92  |

|  | Qualification pour la Ligue des champions 2004-2005                                |
|  | Qualification pour la Coupe UEFA 2003-2004                                         |
|  | Qualification pour la Coupe UEFA 2004-2005                                         |
|  | Qualification pour la Coupe Intertoto 2004                                         |
|  | Relégation en deuxième division                                                    |
|  | Relégation extra-sportive                                                          |
|  | (T) Tenant du titre (C) Vainqueur de la Coupe de Lettonie (P) Promu de 2e division |

## Bilan de la saison
| Championnat de Lettonie de football 2003 |                         |
| Champion                                 | Skonto Riga (13e titre) |
| Coupes et trophées                       |                         |
| Vainqueur de la Coupe de Lettonie 2003   | FK Ventspils            |
| Qualifications continentales             |                         |
| Ligue des champions 2004-2005            | Skonto Riga             |
| Coupe UEFA 2003-2004                     | FK Ventspils            |
| Coupe UEFA 2004-2005                     | FK Liepajas Metalurgs   |
| Coupe Intertoto 2004                     | Dinaburg FC             |
| Promotions et relégations                |                         |
| Promus en Virsliga                       | FK Jurmala              |
| Promus en Virsliga                       | Ditton Daugavpils       |
| Relégués en Latvian First League         | RKB/Arma Riga           |
| Relégués en Latvian First League         | FK Gauja                |